# Douglas Bergqvist
Jan Douglas Bergqvist (* 29. März 1993 in Ekerö) ist ein schwedischer Fußballspieler.

## Karriere
Bergqvist zog als Kind mit seiner Familie von Schweden nach England. Dort begann er mit dem Fußballspielen und lief für die Jugendmannschaften des FC Reading und der Queens Park Rangers auf, ehe er sich Aldershot Town anschloss. Seine ersten Schritte im Erwachsenenbereich machte er als Leihspieler bei Thatcham Town und Dorchester Town im Non-League football, 2011 debütierte er für Aldershot Town im englischen Profifußball. Letztlich setzte er sich jedoch nicht beim in der viertklassigen Football League Two antretenden Klub durch und wurde erneut nacheinander an die im Non-Football-League-Mannschaften FC Farnborough, Basingstoke Town und Staines Town verliehen.
2013 verließ Bergqvist Aldershot Town und schloss sich dem Ligakonkurrenten Exeter City an, der ihn wenige Tage nach der Verpflichtung an Welling United in den Non-League Football verlieh. Die Leihe wurde im Februar 2014 nach 20 Ligaspielen und zwei Meisterschaftstoren vorzeitig beendet, als der Spieler nach Schweden zurückkehrte und beim seinerzeitigen Zweitligisten Östersunds FK einen Zwei-Jahres-Vertrag unterzeichnete.
Bei seinem neuen Klub gehörte Bergqvist unter Trainer Graham Potter auf Anhieb zu den Stammspielern und bestritt mehr als zwei Drittel der Saisonspiele in der Superettan. Am Ende der Zweitliga-Spielzeit 2015 stieg er mit der Mannschaft erstmals in der Vereinsgeschichte in die Allsvenskan auf, wo sie sich im mittleren Tabellenbereich etablierte. Im Mai 2017 zog er mit dem Klub ins Endspiel um den schwedischen Fußballpokal ein. Durch einen 4:1-Erfolg über IFK Norrköping durch Tore von Samuel Mensah, Hosam Aiesh, Alhaji Gero und Saman Ghoddos bei einem Gegentreffer von Linus Wahlqvist gewann er den Titel, mit dem sich der Verein erstmals für den Europapokal qualifizierte. In der UEFA Europa League 2017/18 erreichte die Mannschaft anschließend nach Erfolgen über Galatasaray Istanbul, CS Fola Esch und PAOK Thessaloniki die Gruppenphase. Mitte 2019 wurde er dann an FK Haugesund nach Norwegen verliehen.
Anfang 2020 wechselte er zum polnischen Verein Arka Gdynia, doch schon nach sechs Monaten kehrte er nach Schweden zu Kalmar FF zurück. Im Januar 2022 ging er dann zum ukrainischen Klub Tschornomorez Odessa. Ohne Pflichtspieleinsatz und nach dem Beginn des Russischen Überfalls auf die Ukraine wurde er im März bis zum folgenden Sommer zurück an Kalmar FF verliehen. Anschließend verpflichtete ihn der lettische Erstligist Riga FC und gab ihn später leihweise zum Ligarivalen FK Auda ab. Im Sommer 2023 ging Bergqvist zurück in seine Heimat zum Degerfors IF in die Allsvenskan und seit Anfang 2024 steht er beim MFK Karviná in der tschechischen Fortuna:Liga unter Vertrag.

## Erfolge
Schwedischer Pokalsieger: 2017